# Stenostephanus monolophus
Stenostephanus monolophus là một loài thực vật có hoa trong họ Ô rô. Loài này được (Donn. Sm.) T.F. Daniel miêu tả khoa học đầu tiên năm 1995.